# Mangaldan
Mangaldan is een gemeente in de Filipijnse provincie Pangasinan op het eiland Luzon. Bij de laatste census in 2007 had de gemeente ruim 90 duizend inwoners.

## Geografie

### Bestuurlijke indeling
Mangaldan is onderverdeeld in de volgende 30 barangays:
| - Alitaya - Amansabina - Anolid - Banaoang - Bantayan - Bari - Bateng - Buenlag - David - Embarcadero (ook wel: Imbarcadero) - Gueguesangen - Guesang - Guiguilonen - Guilig - Inlambo | - Lanas - Landas - Maasin - Macayug - Malabago - Navaluan - Nibaliw - Osiem - Palua - Poblacion - Pogo - Salaan - Salay - Tebag - Talogtog |

## Demografie
Mangaldan had bij de census van 2007 een inwoneraantal van 90.391 mensen. Dit zijn 8.249 mensen (10,0%) meer dan bij de vorige census van 2000. De gemiddelde jaarlijkse groei komt daarmee uit op 1,33%, hetgeen lager is dan het landelijk jaarlijks gemiddelde over deze periode (2,04%).